# Zoophthorus lapponicus
Zoophthorus lapponicus är en stekelart som beskrevs av Horstmann 1990. Zoophthorus lapponicus ingår i släktet Zoophthorus och familjen brokparasitsteklar. Arten är reproducerande i Sverige. Inga underarter finns listade i Catalogue of Life.